# Amanda Nildén
Amanda Nildén (Stockholm, 7 augustus 1998) is een voetbalspeelster uit Zweden. Ze speelt als verdediger voor Tottenham Hotspur F.C. Women in de FA Women's Super League.

## Clubcarrière
Amanda Nildén begon haar carrière bij IF Brommapojkarna. In 2014 maakte Nildén haar debuut in de Elitettan. In 2015 speelde Nildén door een kruisbandblessure geen wedstrijd.
In februari 2017 maakte Nildén de overstap naar AIK Fotboll. Voor die club maakte Nildén haar debuut in de Damallsvenskan. Voor AIK kwam Nildén tot 23 wedstrijden en 3 goals.
In 2018 maakte Nildén de overstap naar Brighton & Hove Albion WFC.
Na weinig te hebben gespeeld voor Brighton, keerde Nildén in 2020 terug naar Zweden om voor Eskilstuna United DFF te spelen.
Op 2 augustus 2021 verkaste Nildén naar de Serie A waar ze voor Juventus FC ging spelen.   Op 18 augustus 2021 maakte Nildén haar debuut voor Juventus FC in de Champions League kwalificatiewedstrijd tegen ŽFK Kamenica Sassa. Haar eerste doelpunt voor Juventus maakte Nildén in de thuiswedstrijd tegen SS Lazio op 13 november 2021.
Tottenham Hotspur maakte op 18 januari 2024 bekend Nildén op huurbasis over te nemen van Juventus FC voor de tweede seizoenshelft van 2023/24. De Londenaren bedwongen een optie tot koop en maakten van deze optie gebruik. Hierdoor kwam ze ook in het seizoen 2024/25 uit voor de Spurs.

## Statistieken
| Seizoen    | Club                   | Land     | Competitie              | Wedstrijden | Doelpunten |
| ---------- | ---------------------- | -------- | ----------------------- | ----------- | ---------- |
| 2014-2016  | IF Brommapojkarna      | Zweden   | Elitettan               | 26          | 0          |
| 2017       | AIK Fotboll            | Zweden   | Damallsvenskan          | 23          | 3          |
| 2018-2020  | Brighton & Hove Albion | Engeland | FA Women's Super League | 14          | 1          |
| 2020-2021  | Eskilstuna United DFF  | Zweden   | Damallsvenskan          | 27          | 0          |
| 2021-2024  | Juventus FC            | Italië   | Serie A                 | 42          | 4          |
| 2024-heden | Tottenham Hotspur      | Engeland | FA Women's Super League | 14          | 1          |
| Totaal     | Totaal                 | Totaal   | Totaal                  | 138         | 10         |

Laatste update: 1 november 2024

## Interlandcarrière
Amanda Nildén maakte haar debuut voor Zweden in 22 juli 2022 in de EK 2022 wedstrijd tegen België. Op dit Europees kampioenschap wist Zweden de halve finale te halen waarin met 4-0 werd verloren tegen latere winnaar Engeland.

## Privé
Amanda Nildén heeft een relatie met Viktor Gyökeres, die net als haar een professionele voetballer is. Nadat hij in 2018 de overstap maakte naar Brighton, verhuisde Amanda met hem mee naar Engeland en kreeg zij na een proefperiode een contract aangeboden bij het vrouwenteam van de club.
Het jongere zusje van Amanda Nildén, Matilda Nildén, is ook profvoetbalster en speelt voor AIK Fotboll.